# Roseburg (Oregon)
Roseburg és una població dels Estats Units i seu del comtat de Douglas a l'estat d'Oregon. Segons el cens del 2006 tenia 21.050 habitants.

## Demografia
Segons el cens del 2000, Roseburg tenia 20.017 habitants, 8.237 habitatges, i 5.098 famílies. La densitat de població era de 838,2 habitants per km².
Dels 8.237 habitatges en un 28,9% hi vivien nens de menys de 18 anys, en un 46,2% hi vivien parelles casades, en un 11,9% dones solteres, i en un 38,1% no eren unitats familiars. En el 31,6% dels habitatges hi vivien persones soles el 13,9% de les quals corresponia a persones de 65 anys o més que vivien soles. El nombre mitjà de persones vivint en cada habitatge era de 2,32 i el nombre mitjà de persones que vivien en cada família era de 2,88.
Per edats la població es repartia de la següent manera: un 23,2% tenia menys de 18 anys, un 8,9% entre 18 i 24, un 26,5% entre 25 i 44, un 22,4% de 45 a 60 i un 18,9% 65 anys o més.
L'edat mediana era de 39 anys. Per cada 100 dones de 18 o més anys hi havia 91,5 homes.
La renda mediana per habitatge era de 31.250$ i la renda mediana per família de 40.172$. Els homes tenien una renda mediana de 32.624$ mentre que les dones 25.707$. La renda per capita de la població era de 17.082$. Aproximadament l'11% de les famílies i el 15,1% de la població estaven per davall del llindar de pobresa.

## Poblacions més properes
El següent diagrama mostra les poblacions més properes.